# Goedele Uyttersprot
Goedele Uyttersprot, née le 17 octobre 1980 à Termonde, est une femme politique belge, membre de la Nieuw-Vlaamse Alliantie (N-VA).

## Biographie
Goedele Uyttersprot nait le 17 octobre 1980 à Termonde.
Aux élections législatives fédérales de 2014, Goedele Uyttersprot est élue à la Chambre des Représentants.